# Cloașter

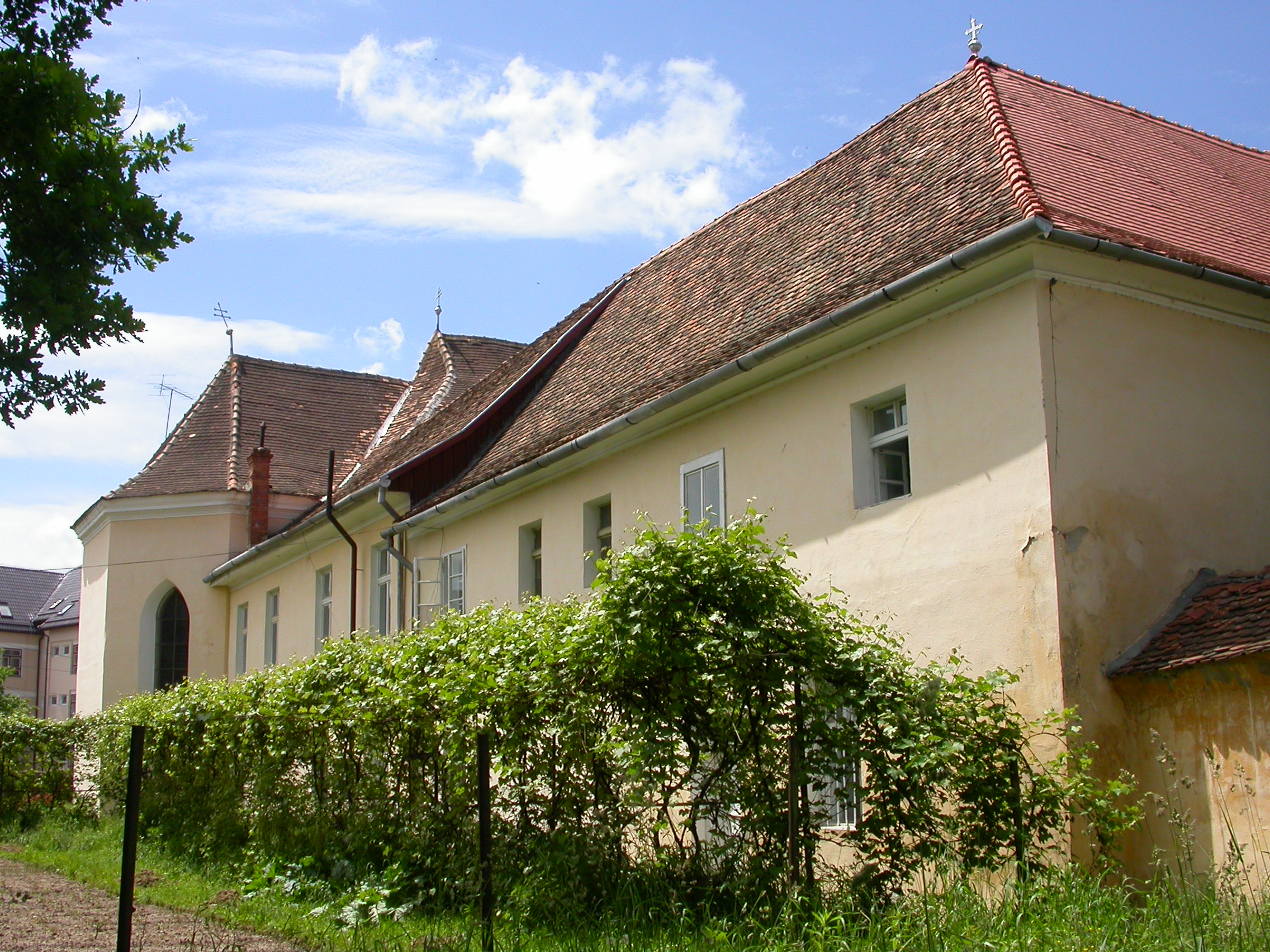
Claustrul mănăstirii franciscane din Făgăraș (1736-1737)

Cloașter (din latină claustrum, în germană Kloster, în maghiară Kolostor) este denumirea veche românească pentru mănăstirile catolice. Termenul a pătruns în Evul Mediu pe filieră săsească, provenind din termenul german „Kloster”, care înseamnă mănăstire. 
Denumirea de cloașter este atestată pentru mănăstirea medievală franciscană din Câmpulung (azi dispărută). De asemenea, denumirea românească a satului Cloașterf are origini în acest termen (în germană: „Klosdorf”, satul mănăstirii, fiind în trecut în posesia mănăstirii cisterciene de la Cârța).